# 허빅 Ae/Be 별
허빅 Ae/Be 별은 전주계열에서 분광형이 A형 또는 B형인 어린 별을 일컫는 말이다. 이 별은 별 주위의 원반 내의 가스와 먼지로 둘러싸여 있다. 수소와 칼슘 방출선은 허빅 Ae/Be 별의 스펙트럼에서 관측된다. 허빅 Ae/Be 별은 태양질량의 2~8배이며, 별 형성 단계에서 존재하며, 주계열에 가까워지는 천체이다. 이 천체는 H-R도의 오른쪽에 존재한다. 허빅 Ae/Be 별은 미국 천문학자 조지 허빅의 이름을 땄는데, 그는 처음으로 1960년에 허빅 Ae/Be 별을 다른 별과 구분 지었다. 허빅이 기준지은 점은 다음과 같다.
- 분광형이 F0보다 아래쪽, (황소자리 T를 제외하기 위해)
- 별의 스펙트럼에서의 발머 방출선, (황소자리 T와 비슷하기 위해)
- 암흑 성간운 경계 내의 투영된 장소, (허빅 Ae/Be 별의 탄생지와 가까운 곳의 매우 어린 별을 선택하기 위해)
- 밝은 반사성운 근처의 빛. (별 형성 지역과의 물질적인 고리를 제공하기 위해)

요즘에는 소위 고립된 허빅 Ae/Be 별들이 발견됐다. 따라서 가장 믿을만한 기준점은 다음과 같다.
- 분광형이 F0보다 아래쪽,
- 별의 스펙트럼에서의 발머 방출선,
- 별 주위의 먼지로 인한 적외선 초과 방출 현상(이전의 고도로 이온화된 기체 중의 자유 전자의 운동에 의한 적외선 초과 현상을 내는 Be형 별들과 구분하기 위해).

가끔 허빅 Ae/Be 별은 거대한 밝기 변화를 보인다. 그것은 별 주위의 원반 내의 덩어리 (원시행성이나 미행성체) 때문으로 생각된다. 별에서 가장 밝기가 낮은 단계의 복사는 파랗게 되고 선(線) 형태의 편광 현상이 나타난다.
작은 질량 (<태양질량의 2배)의 허빅 Ae/Be 별과 유사한 천체 - 분광형 F, G, K, M형의 전주계열성을 황소자리 T 항성으로 부르고, 전주계열 단계에서의 더 큰 질량 (>태양질량의 8배)의 별은 그들의 진화가 매우 빠르기 때문에 관측되지 않는다.

## 참고 문헌
- Pérez M.R., Grady C.A. (1997), Observational Overview of Young Intermediate-Mass Objects: Herbig Ae/Be Stars, Space Science Reviews, Vol 82, p. 407-450
- Waters L. B. F. M., Waelkens, C. (1998), HERBIG Ae/Be STARS, Annual Review of Astronomy and Astrophysics, Vol. 36, p. 233-266
- Herbig Ae/Be stars

- “Molecular Hydrogen In The Circumstellar Environment Of Herbig Ae/Be Stars” (PDF). 《http://www.mpia-hd.mpg.de》. 2008년 10월 16일에 확인함. |work=에 외부 링크가 있음 (도움말)